# Teddington
Teddington es un barrio al suroeste de Londres, Inglaterra, al norte del río Támesis, entre Hampton Wick y Twickenham. Va desde el río Támesis hasta Bushy Park, en el municipio de Richmond upon Thames. Se encuentra en la zona 6 del sistema de transporte de Londres, tiene estación de tren, pero no de tren Subterráneo de Londres.
Es conocido por la esclusa llamada Teddington Lock, la más ancha sobre el río Támesis, y también por el estudio televisivo de Thames TV y el Laboratorio Nacional de Física (Reino Unido).
El autor dramático, actor, poeta y compositor Noël Coward (1899-1973) nació en Teddington, así como la actriz Keira Knightley.

## Residentes notables
- Stephen Hales, científico y pastor de la iglesia local

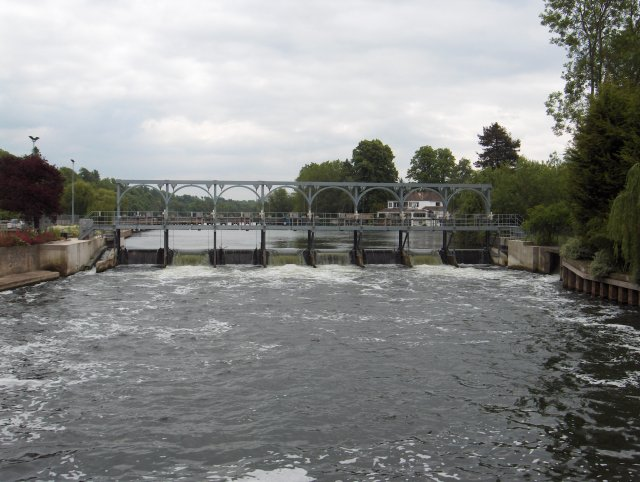
La esclusa sobre el río Támesis.

- Benny Hill, humorista

- Datos: Q2281721
- Multimedia: Teddington / Q2281721